# Mój Jezus nie pija coli
Mój Jezus nie pija coli – pierwszy album studyjny polskiej piosenkarki i autorki tekstów Patrycji Kosiarkiewicz nagrany razem z zespołem Effortless, wydany 12 września 2013 roku nakładem wydawnictwa muzycznego Effortless Music. Album promowały single „Galaktyki i atomy”, „Życie za krótkie” oraz „Na moim kawałku nieba”, do których nakręcono teledyski.
Album powstał przy współpracy wokalistki z Tomaszem Bubieniem, Andrzejem Pijanowskim, Jackiem Jatczakiem i Markiem Kielochem.

## Lista utworów
Opracowano na podstawie materiału źródłowego.
1. „Zjeżdżalnia” – 5:18
2. „Siła ciążenia” – 5:22
3. „Galaktyki i atomy” – 5:12
4. „Życie za krótkie” – 4:06
5. „Dusza topless” – 5:17
6. „Gdy kocha mnie miły mój” – 4:03
7. „Na moim kawałku nieba” – 7:01
8. „Superbomba” – 3:40
9. „Głowa swoje” – 6:19
10. „Wiedźma” – 3:24